# 城東町並み保存地区
城東町並保存地区（じょうとうまちなみほぞんちく）は、岡山県津山市の津山城旧城下町東部にある町並み保存地区。保存地区内には、江戸時代初期に城下町として整備された地割がよく残り、商家町が形成されている。商家町には、江戸時代から昭和初期頃にかけけて形成された伝統的建造物群が残り歴史的風致をよく伝えている。「津山市城東伝統的建造物群保存地区」の名称で、2013年（平成25年）8月7日に国の重要伝統的建造物群保存地区：種別「商家町」に選定された。

## 概要

### 地理・歴史
津山市は、岡山県の東北部に位置し、美作地方および津山都市圏の中心都市で、津山藩の城下町から発達した都市である。津山市城東保存地区は、津山城東横を北から南へ流れる宮川よりも東側に位置し、出雲往来沿いの、橋本町、林田町、勝間田町、中之町、西新町、東新町に及び、東西：約1050 メートル、南北：約60 - 150 メートル、面積：8.1 ヘクタールの細長い範囲にある。また、津山城の西側の地区には、津山城西伝統的建造物群保存地区がある。
慶長8年（1603年）に津山藩・森忠政により津山城の築城が開始され、それに伴い城下町の整備も進められた。城下町は、城の周囲に武家町が、城よりも南側を東西に通る出雲往来に沿って町人地が形成され、城の東横を流れる宮川の東側方面にも、出雲往来に沿った商家町が広がっていった。元禄10年（1697年）に森家が断絶し、元禄11年（1698年）から、松平宣富が越後国高田藩より津山城主として入封し、明治4年（1871年）の廃藩置県まで松平家が城主となる。
城下町は、築城が開始された江戸初期から段階的に形成され、1700年代初期には現在の町並みが完成していたと考えられているが、城の東横の宮川に架かる出雲往来の宮川大橋から城から遠ざかる方向の東側へ、まず、橋本町、林田町、勝間田町が、やや遅れ、更に東側の中之町、西新町、東新町へと往来に沿って商家町が拡大し、現在に残る城下町が形成された。江戸時代の資料によると、保存地区内の敷地の分割や統合が頻繁に行われていたとあり、江戸時代において活発な経済活動があったことが窺える。また明治以降においても、高瀬舟による物資の集積地として引き続き賑わっていた。

### 保存地区の町並み
江戸時代に形成された地割りをよく残し、出雲往来に沿って商家が建ち並び、また往来には城下町特有の東端、中程、西端の3カ所に鍵型街路（枡形）が設けられている。また、延宝6年（1678年）の絵図には宮川大橋西詰めに大番所が描かれ、中程には、木戸（関貫）があったと記録に残る。
町家の敷地は、出雲往来に面し、間口は2間から4間程度の幅だが、10間を越える大規模なものあるが、奥行は、ほぼ17間で、規格的に地割りされている。敷地の背面には背割溝があり、現在もこの溝が残っている。町家の特徴として、出雲往来に面する町家は、表側の壁を側溝ぎりぎりに建てることが通例とされ、一階庇の位置が隣家同士揃い、往来沿いに庇が長く連続する景観となっている。往来に面して主屋が建てられ、その背後に土蔵や附属屋が建つ。江戸時代から明治に建築された商家では、二階部分が低い、厨子（しつ）二階建の主屋が数多く残こり、低く重厚な軒が連なる。昭和初期までに建築された町家でも、切妻造平入、出格子、虫籠窓（むしこまど）、なまこ壁、袖壁などを用いて建てられ、歴史的風致のある伝統的建造物が密度高く建ち並んでいる。
街道沿いの270棟の家屋のうち6割以上の約160棟という高密度で近世以降の伝統的建造物が現存する（1988年、奈良国立文化財研究所による「伝統的建造物群保存対策調査」）。

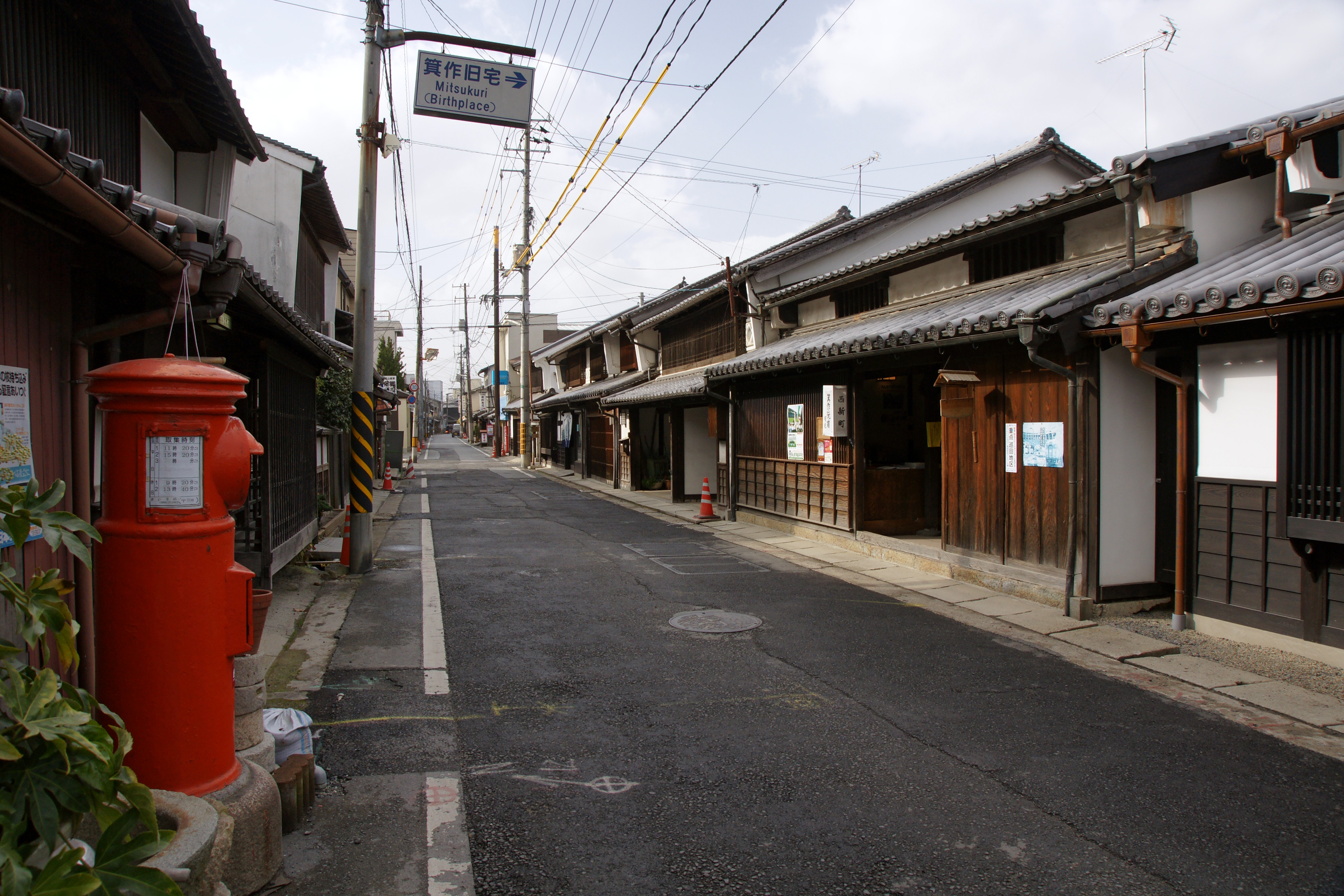
厨子二階建（中央右） 2階の壁がかなり低い
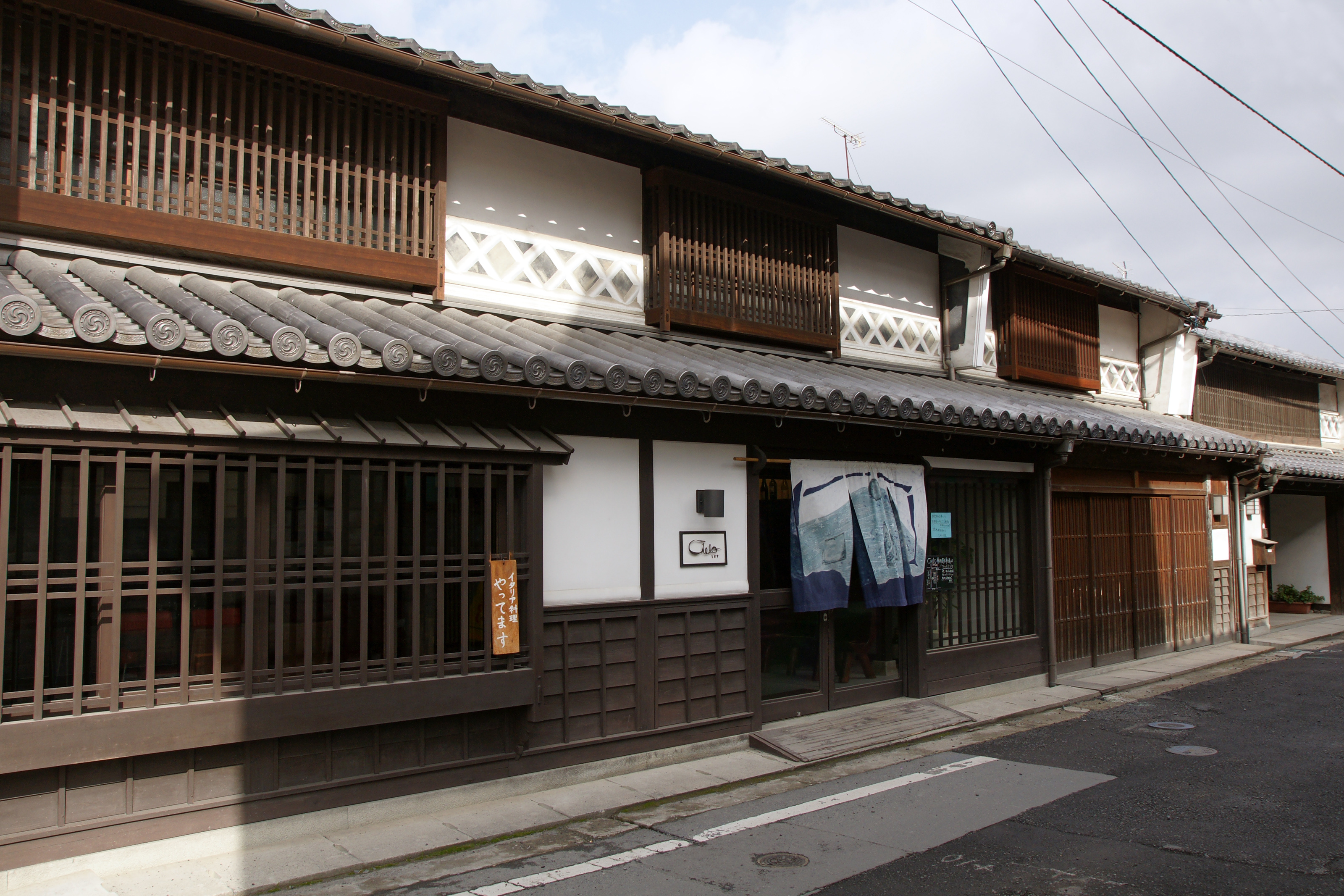
中2階建 2階がやや低く、出格子、なまこ壁、袖壁が用いられている。

## 伝統的建造物群保存地区概要
- 地区名称：津山市城東伝統的建造物群保存地区
- 所在地：岡山県津山市橋本町、林田町、勝間田町、中之町、西新町、東新町の各一部（保存地区の範囲はオープンストリートマップ参照）
- 種別：商家町
- 選定年月日：2013年（平成25年）8月7日
- 選定基準：伝統的建造物群が全体として意匠的に優秀なもの
- 保存地区面積：8.1 ヘクタール
- 伝統的建造物数：231件（令和3年8月31日現在[4]）

## 保存地区内の文化財

### 国の重要文化財
- 旧苅田家住宅（岡山県津山市勝間田町） - 指定年月日：2016年（平成28年）7月25日[8]。

保存地区を東西に貫く出雲往来に面し、保存地区内で最大規模の町家建築。苅田家は江戸時代中期に当地で酒造業を始め、江戸時代後期には「年寄役」や「質屋頭」などの諸役を務め、城下屈指の大店となっている。家屋売買証文や家割図などの史料が残り、発展過程が明らかであり、周囲の敷地を取り込みつつ主屋の増築や土蔵群の整備が行われていったことが窺える。庭園と一体となった充実した接客空間や、その背面に連なる土蔵群からなる屋敷構成は、当地方における典型的な形式を示している。
- 主屋 附 祈祷札 2枚。

寛政年代（1789 - 1800）頃築。店舗及び座敷。桁行19.7m、梁間9.9m、厨子二階建、切妻造、各面に下屋が附属、間口の広い建物。
- 三階蔵 附 棟札 1枚。

天保3年（1832年）築。土蔵造、桁行6.8m、梁間4.9m、三階建、切妻造、本瓦葺、西面に庇付。
- 米蔵 附 棟札 1枚。

天保3年（1832年）築。土蔵造、7.9m、梁間5.9m、二階建、切妻造、本瓦葺。
- 前蔵。

寛政2年（1790年）頃築。土蔵造、桁行9.9m、梁間7.9m、二階建、切妻造、本瓦葺、北面に下屋が附属。
- 西蔵 附 祈祷札 1枚。

寛政2（1790年）築。土蔵造、桁行10.5m、梁間7.9m、二階建、切妻造、本瓦葺、西面に突出部あり。
- 大蔵。

天保5年（1834年）築。蔵造、桁行19.7m、梁間7.9m、二階建、切妻造、南端に裏門、北端前蔵及び西蔵に接続し、東面及び西面に下屋附属。
- 醤油蔵。

天保5年（1834年）築。土蔵造、桁行18.4m、梁間5.9m、桟瓦葺の切妻造。
- 新蔵。

明治時代築。土蔵造、桁行13.7m、梁間6.8m、二階建、切妻造、スレート葺の土蔵。  　
- 巽門及び浴室。

明治時代築。桁行4.5m、梁間1.3m、桟瓦葺の切妻造。  　

- 裏門。

江戸中期（1661 - 1750）築。桟瓦葺の長屋門、桁行29.0m、梁間4.0m、切妻造。

### 国の史跡
- 箕作阮甫旧宅 - 1975年（昭和50年）3月18日[19]。

江戸時代の蘭学者の箕作阮甫が、生誕から13歳までの少年期を過ごした家である。敷地：298 平方メートル。1976年（昭和51年）に解体・復元されている。一部に後世の変改も見られるが、阮甫が少年期の生涯の基を形成した生家として大きな意義をもっている。

### 国の登録有形文化財
- 城東むかし町屋（旧梶村家住宅） - 登録年月日；1997年（平成9年）5月7日。

江戸末期に建てられて主屋や、昭和初期までに建てられた蔵などある町家。梶村家は、茂渡籐右衛門が、明和4年（1767年）に津山藩から「札元」を任じられ「藩札」の発行を行っていた家柄。
- 主屋。

江戸時代末期（1830-1867）築。木造2階建、瓦葺、建築面積：211㎡。
- 表門。

大正時代築。棟門板塀付、瓦葺。
- 座敷。

大正時代築。木造2階建、瓦葺、建築面積：174㎡。
- 茶室。

昭和初期築。木造平屋建、スレート葺、建築面積：11㎡。
- 西蔵。

昭和初期築。木造2階建，瓦葺，建築面積25㎡。
- 東蔵。

大正時代築。木造2階建、瓦葺、建築面積：33㎡。
- 付属屋。

明治初期築。木造平屋建、瓦葺、建築面積：25㎡。
- 洋館・裏座敷。

大正時代築。木造2階（一部平屋）建、瓦葺、建築面積：85㎡。ドイツ壁仕上げの洋風の建物。

### 国の登録記念物
- 旧梶村氏庭園 - 登録年月日：2012年（平成24年）1月24日[28]。

茶室の周辺の露地庭と共に主屋の座敷に面し石組の池泉庭園が設けられている。

## 周辺施設
保存地区内
- 城東むかし町家（旧梶村家住宅） - 第3回「おかやま景観賞」（1991年度）受賞。国の登録有形文化財（庭園は国の登録記念物）。
- 作州城東屋敷
- 箕作阮甫旧宅 - 国の史跡（1975年指定）。
- 小坂田昌平家 - 呉服店、第3回おかやま景観賞（1991年度）受賞。
- 津山洋学資料館 - 江戸後期から明治初期にかけて津山藩が輩出した洋学（蘭学）者らの資料を展示。
- 河野美術館 - 津山の画家・河野磐の作品を展示。建物は元医院。
- 旧苅田家住宅（苅田酒造） - 勝間田町・宝暦8年創業(建物は宝暦2年建築)国の重要文化財。

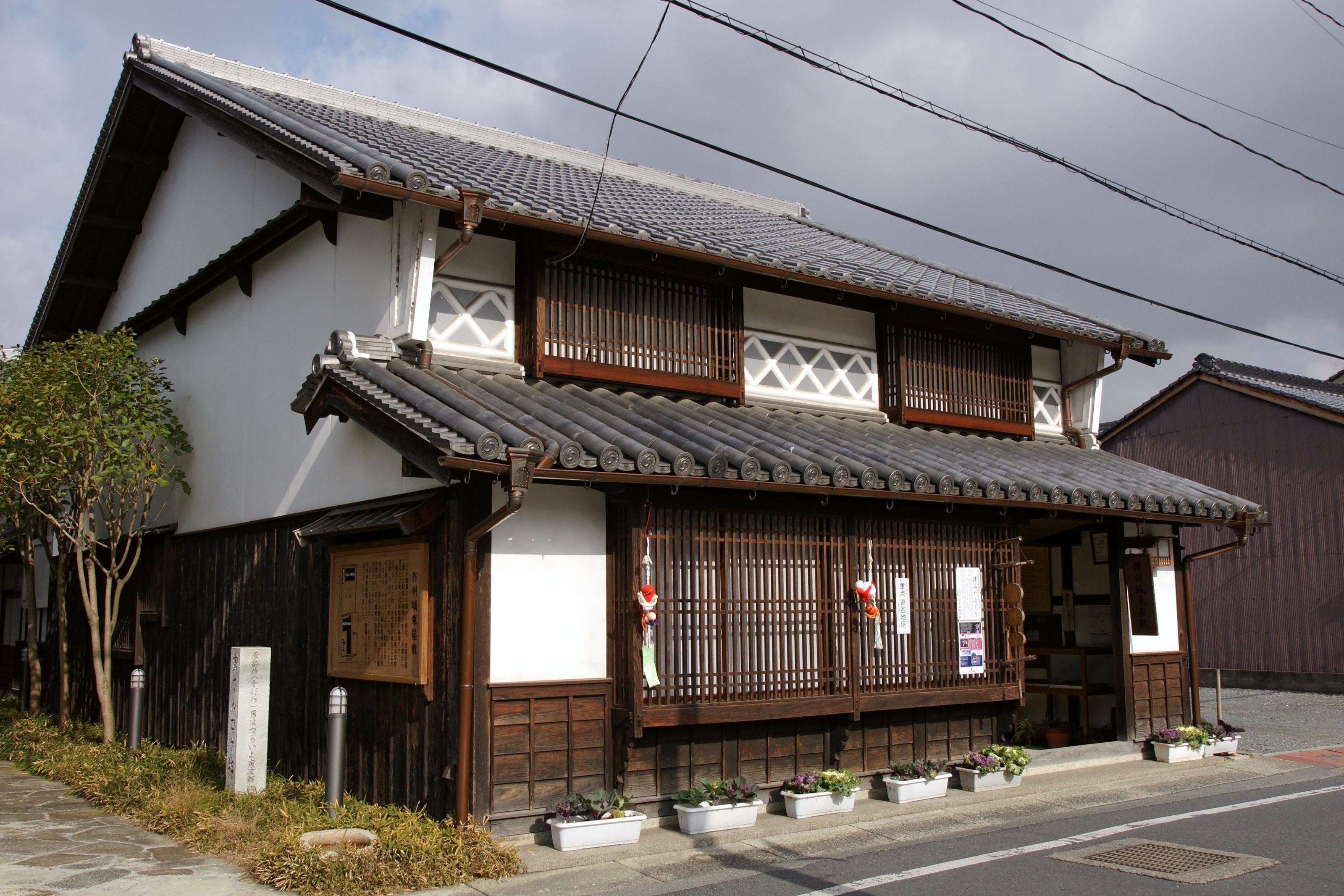
作州城東屋敷 ハネアゲ大戸、なまこ壁、出格子の外観
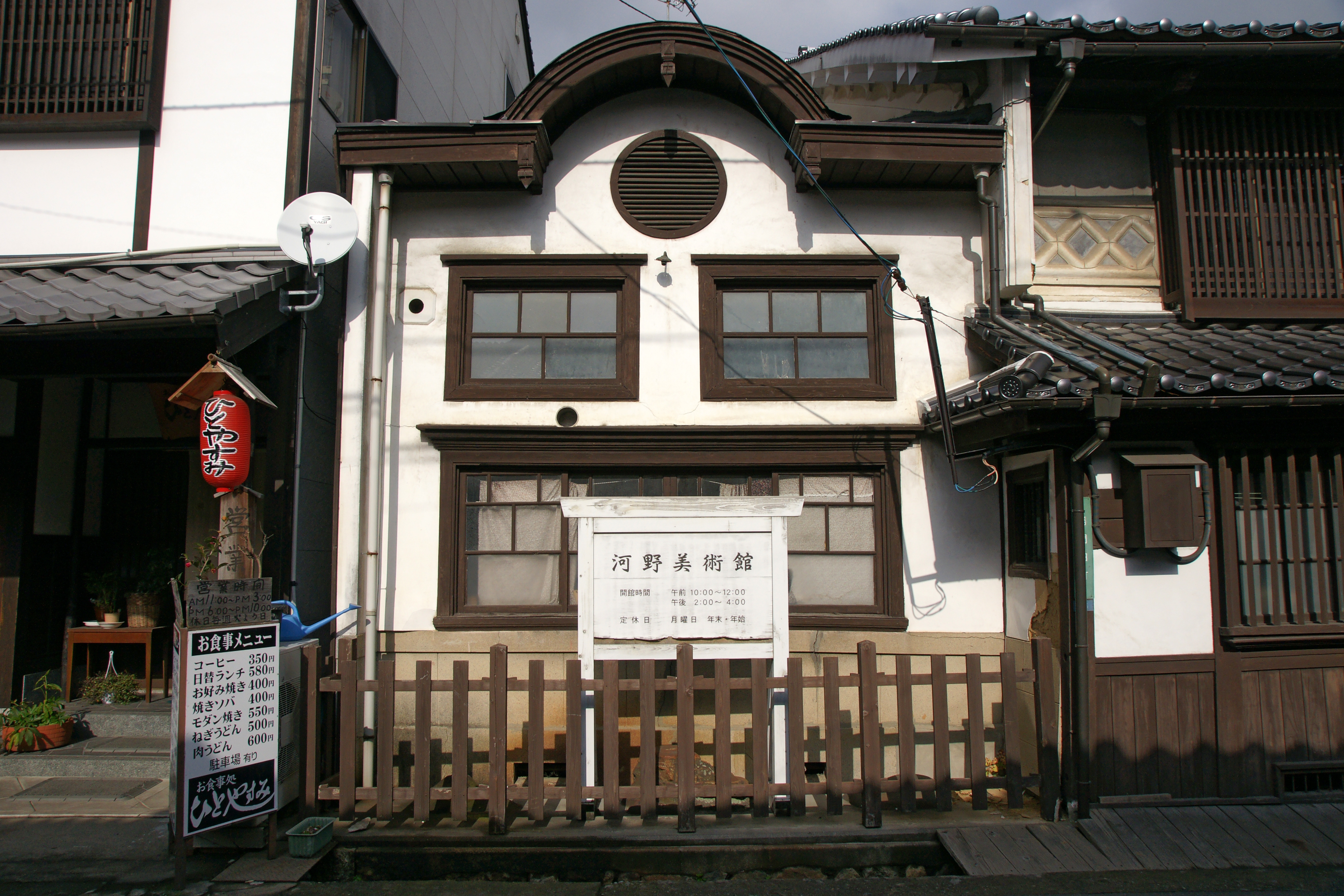
河野美術館
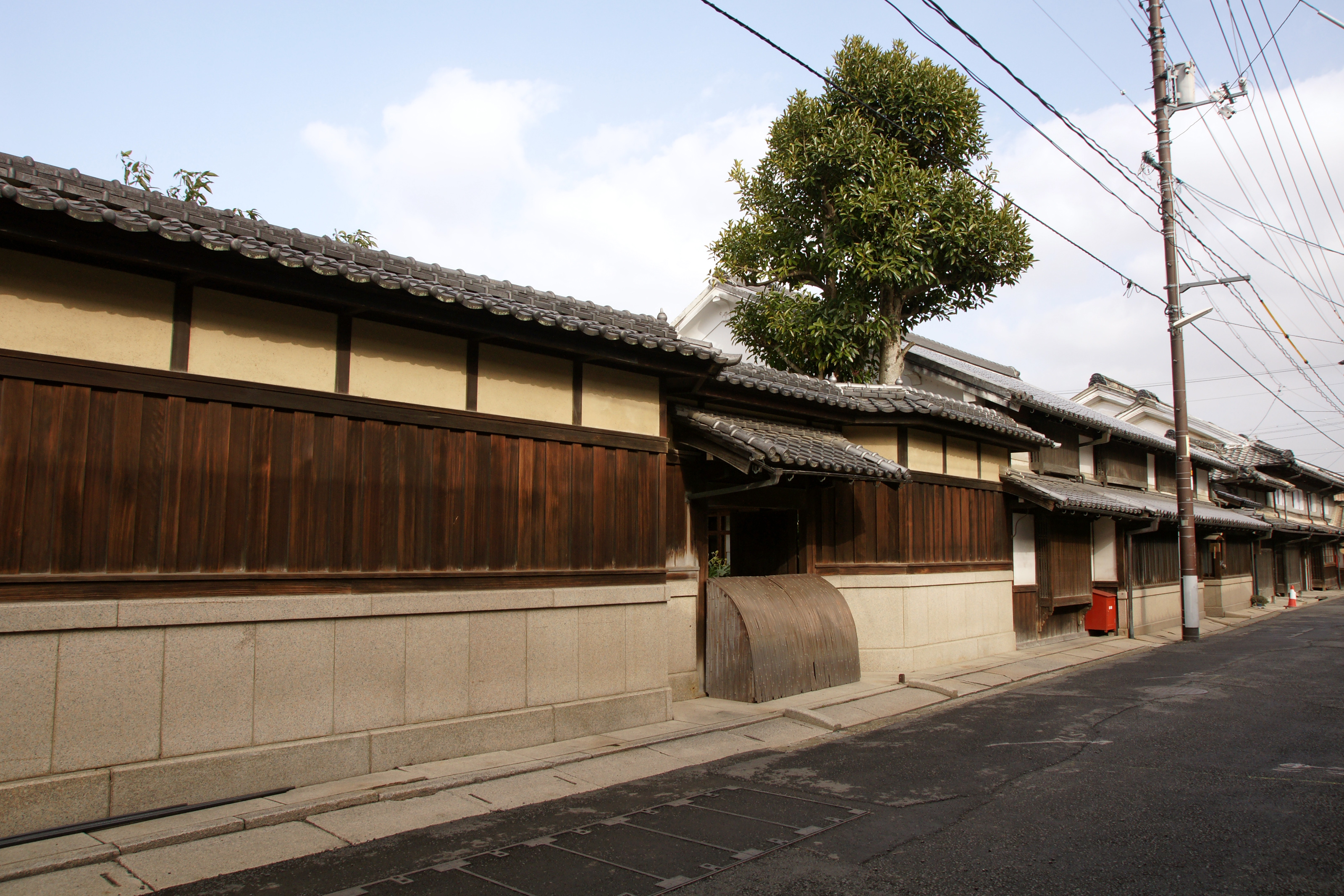
城東むかし町家（旧梶村家住宅）
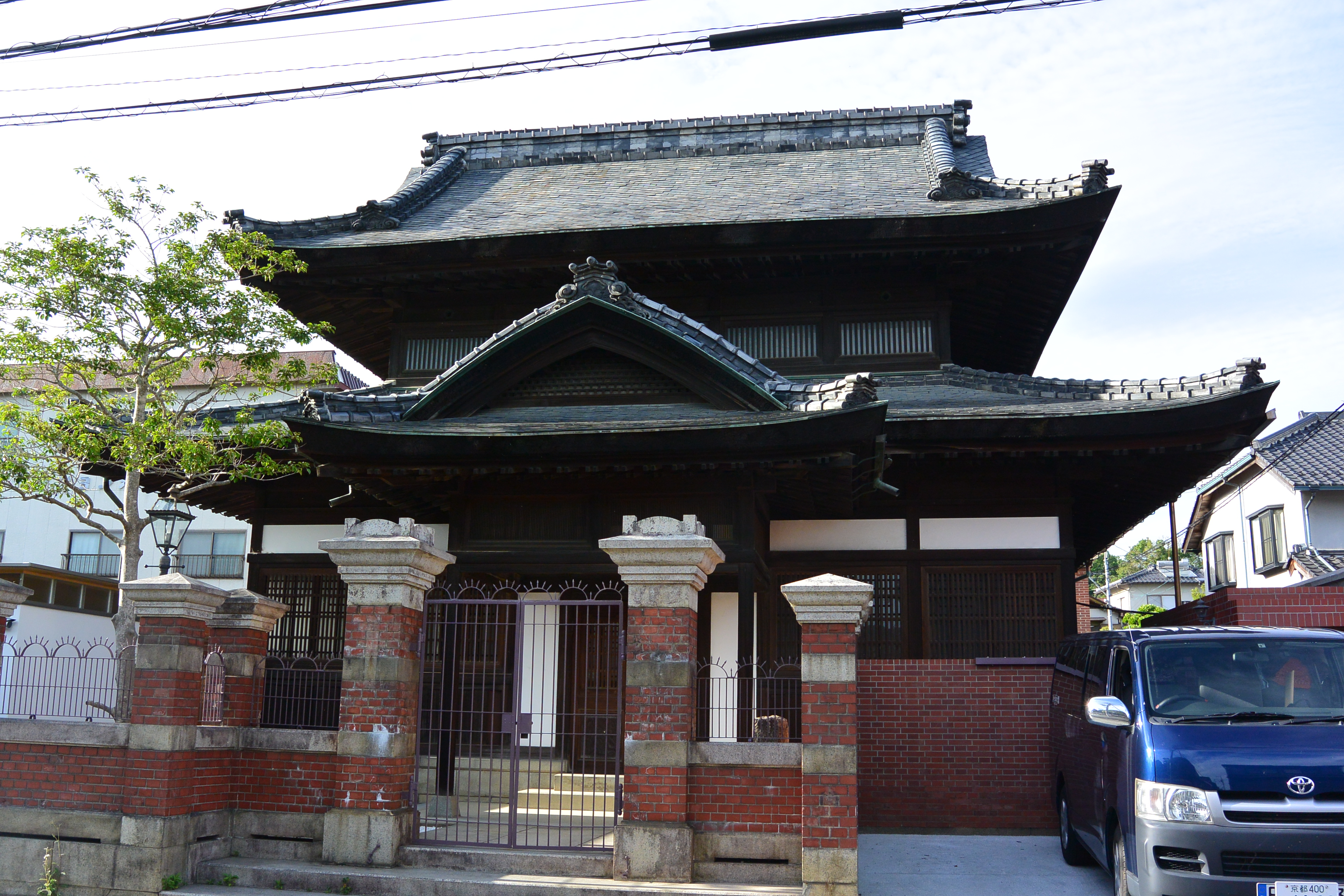
旧妹尾銀行林田支店

保存地区外
- 津山市城西伝統的建造物群保存地区 - 津山城の西側にある旧城下町にある商家町、寺町の伝統的建造物群が残る。
- 津山城

## 指定・選定・受賞
- 町並重点整備地区（1987年、津山市指定）
- 岡山県町並保存地区（1989年、岡山県指定）
- 手づくり郷土賞「歴史をいかした街並み」受賞（1989年、建設省）[29]
- 重要伝統的建造物群保存地区（2013年（平成25年）、文部科学大臣選定）

## 交通アクセス
- 津山線／姫新線 津山駅 徒歩20分
  - ごんごバス（東循環線）に乗車し、東新町下車。
  - 中鉄北部バス（行方・馬桑線または勝間田駅前線）、美作市営勝田バス、美咲町柵原星のふる里バスの何れかに乗車し、天神橋下車。